# Kurtis Blow
Pour les articles homonymes, voir Blow.
Kurtis Blow, de son vrai nom Kurtis Walker, né le 9 août 1959 à Harlem, New York, est un rappeur et producteur américain. Il est le premier rappeur ayant atteint le succès et le premier à avoir signé chez une major. The Breaks, un single issu de son premier album, publié en 1980, est la première chanson hip-hop certifié disque d'or par la RIAA.

## Biographie
Né le 9 août 1959 à Harlem, il commence à se produire en public en 1976 comme danseur de break dance et DJ, sous le nom de DJ Kool Kurt. La même année il s'inscrit au City College of New York et devient directeur des programmes pour la station de radio de l'établissement. En 1976 toujours, il rejoint le groupe The Force, dont le leader n’est autre que Russell Simmons (Def Jam) qui sponsorise des fêtes dans Harlem et devient par la suite son manager. En devenant MC il prend le pseudonyme de Kurtis Blow. Il commence à se présenter comme le « rappeur numéro un du Queens »[réf. nécessaire]. Le petit frère de Russell, Joseph, devient son DJ sous le nom de DJ Run, The Son of Kurtis Blow.
À la fin des années 1970, un journaliste, Robert Ford, prend contact avec Blow et publie des articles le concernant dans le magazine Billboard. Simmons le convainc du potentiel commercial de Kurtis Blow. J.B Moore finance alors la chanson Christmas Rappin' écrite par Kurtis Blow et Ford. Il compte plus de 500 000 exemplaires écoulés. Sa suite The Breaks, se vend également à un demi-million d'exemplaires, est élue chanson de l’année, et certifié disque d’or aux États-Unis. Il est le premier rappeur à jouer à l'international. Malgré le succès, aucune maison de disques ne le signe, ne voyant dans le rap qu'un phénomène ponctuel. Mais un chef de produit de chez Mercury entend la chanson et décide de le signer[réf. nécessaire].
En 1980, Kurtis Blow joue avec Bob Marley au Madison Square Garden devant 20 000 personnes[réf. nécessaire]. Il publie ensuite un album par an, bien qu’il ait du mal à égaler sa performance artistique et commerciale de The Breaks. En 1982 à New York et en 1984 à Pier, il fait la première partie du groupe de punk britannique The Clash lors de leurs concerts en plein air. Sur l’album Kingdom Blow, Kurtis Blow collabore avec Bill Black sur le titre Street Rock. Il produit aussi le groupe The Fat Boys et apparaît sur le film Krush Groove où la chanson If I Ruled the World égale pratiquement son plus gros succès, The Breaks. À cette époque, Blow devient un producteur de disques et aide de nouveaux groupes. Il s’agira de son dernier tube, Kurtis Blow étant ensuite détrôné par les rappeurs de la nouvelle génération. Il continue à s'impliquer malgré tout dans le mouvement hip-hop. Il fait des morceaux pour le feuilleton One to Live et passe également plusieurs années comme DJ résident pour la station de radio hip-hop de Los Angeles, Power 106, avec son émission Kurtis Blow Old School Show. En 1999, il collabore avec le groupe de hip-hop italien Articolo 31 sur le titre Xche si, dans l'album éponyme.
En 2004, Kurtis collabore avec Bomfunk MC's sur la piste Hey Everybody de leur album Reverse Psychology. En 2007, Blow met l'accent sur la spiritualité, comme l'atteste Kurtis Blow Presents: Hip Hop Ministry, une compilation de hip-hop chrétien.

## Discographie

### Albums studio
- 1980 : Kurtis Blow
- 1981 : Deuce
- 1983 : The Best Rapper on the Scene
- 1984 : Ego Trip
- 1985 : America
- 1986 : Kingdom Blow
- 1988 : Back by Popular Demand
- 2008 : Just Do It (avec The Trinity)

### EPs
- 1982 : Tough
- 1983 : Party Time?

### Singles
- 1979 : Christmas Rappin'
- 1980 : The Breaks